# IS-3
De IS-3 (Russisch: ИС-3, Jozef Stalin-3) is een tank die op het einde van de Tweede Wereldoorlog door de Sovjet-Unie werd geproduceerd. Het is de derde versie van wat ook de Jozef Stalintank wordt genoemd, naast de IS-1 en IS-2. Deze laatste tank was verbeterd tot de IS-2M waarbij het romppantser versterkt was. De koepel was met een pantsering van 160 mm echter nog kwetsbaar voor het 8,8cm-Flak kanon van de Tiger II. Hierom bracht een ontwerpteam onder leiding van majoor Nikolai Doechow in oktober 1944 het Kirowets - 1 project tot voltooiing, met een zeer platte en verbrede koepel, geplaatst op een verbreding van de romp. Het feitelijk ontwerpen werd gedaan door ingenieur M.F.Baldji. Door optimaal gebruik te maken van het afketsingseffect werd de tank onkwetsbaar voor ieder Duits kanon. Dit ontwerp werd gecombineerd met een rompontwerp dat door ingenieur I.J.Kotin was ontwikkeld voor de Object 244, 245 en 248 prototypes. De productie begon begin 1945 in het gigantische complex van de Tractorfabriek Zawod 100 te Tsjeljabinsk ("Tankograd") in de Oeral.
De IS-3, een voor zijn tijd modern ogende tank, speelde hoogstwaarschijnlijk geen rol meer aan het Duits-Russisch front. Eén regiment was volgens sommige bronnen al wel operationeel maar heeft in ieder geval niet meer aan de gevechten deelgenomen. Ze verscheen wel tijdens de overwinningsparade die op 7 september 1945 in Berlijn werd gehouden en was een complete verrassing voor de westelijke geallieerden, aan wie het duidelijk werd dat ze een grote achterstand in de tankontwikkeling hadden opgelopen. Dezen ontwikkelden daarom de Conqueror en de M103, superzware tanks met een 120 mm-kanon om de ongeveer 300 mm staalequivalentie van het frontpantser van de IS-3 te overwinnen.
Tot midden 1946 werden er 2311 gebouwd. Vanaf 1960 werden de bestaande exemplaren verbeterd tot de IS-3M, met nieuw kanon, machinegeweer, motor, infraroodkijker, luchtfilter en de loopwielen van zijn opvolger de T-10. De tank bleef tot in de jaren zestig van de twintigste eeuw in dienst bij het Rode Leger bij speciale zware tankregimenten en werd daarna ingegraven als kazemat aan de Chinese grens. Tegenwoordig worden de nog overblijvende exemplaren te koop aangeboden aan buitenlandse verzamelaars. De enige oorspronkelijke IS-3 staat in het tankmuseum van Koebinka.
De tank heeft deelgenomen aan het neerslaan van de Hongaarse Opstand in 1956. Egypte, het enige andere land waar ze in dienst genomen zijn (Polen en Tsjecho-Slowakije verwierpen de tank na enige exemplaren beproefd te hebben), gebruikte in 1967 tijdens de Zesdaagse Oorlog een honderdtal IS-3's bij de 7e Infanteriedivisie en de 125e Pantserbrigade. Die vielen alle in handen van Israël dat ze eerst zelf in gebruik probeerde te nemen met de motor van de T-54, maar toen dat mislukte ze ingroef bij de Bar-Levlinie en de Jordaan waar ze nu nog te zien zijn.
Opvallend bij deze tank is de vorm van de bepantsering aan de voorzijde van de romp. Ze is licht gebogen met twee platen in een punt om haar weerstand te verhogen. De tank had hierom de bijnaam "de Snoek" (Sjtsjoeka); ook de latere T-10 had zo een "snoekneus". De romp werd aan elkaar gelast omdat de gieterijen bij voorrang rompen van de T-34 produceerden. In 1948 bleken de lassen in de neus scheuren te vertonen. De tanks zijn verschillende keren herlast en versterkt. Overigens bestaat het gedeelte van de romp boven de rupsbanden uit blikken voorraadkisten: het echte pantser loopt onzichtbaar vanaf de koepel schuin naar binnen.
De tank was uitgerust met vier externe brandstofreservoirs van elk 90 l die men snel kon afwerpen. Er waren ook nog vier interne tanks met samen 450 liter diesel.
Tactisch gezien is de IS-3 gespecialiseerd voor de massale frontale aanval. Hij vormde voor zijn tijd een bijna perfecte combinatie van vuurkracht, pantsering en beweeglijkheid. Door zijn lage vuursnelheid - de toren is wat te krap om de zware granaten snel te laden - en slechte optica is de tank ongeschikt voor het ontmoetingsgevecht en slecht bruikbaar in de verdediging: echter wel de taken die de Egyptenaren aan hem gaven. Desalniettemin hadden de Israëliërs de grootste moeite hem uit te schakelen.